# Island Games 2013
XV Island Games – międzynarodowe, multidyscyplinarne wydarzenie sportowe, które odbyło się między 13 a 19 lipca 2013 roku na Bermudach. Bermudy zostały wybrane gospodarzem igrzysk przez IIGA pokonując Wyspę Księcia Edwarda. W zawodach uczestniczyło 1127 sportowców z 22 terytoriów w 15 dyscyplinach. Były to pierwsze Island Games organizowane poza Europą. 

## Przebieg zawodów

### Kalendarz i rozgrywane dyscypliny
W poniższym kalendarzu zaprezentowano dni, w których rozdane zostały medale w danej konkurencji (żółty kolor), rozegrane zostały eliminacje (niebieski kolor), ceremonia otwarcia (zielony) i zamknięcia igrzysk (czerwony).
| OC | Ceremonia otwarcia | ● | Kwalifikacje | 1 | Finały | CC | Ceremonia zamkinęcia |

| Lipiec 2013                  | 13 Sob. | 14 Nie. | 15 Pon. | 16 Wto. | 17 Śro. | 18 Czw. | 19 Pia. | Przyznane medale |
| ---------------------------- | ------- | ------- | ------- | ------- | ------- | ------- | ------- | ---------------- |
| Ceremonies                   | OC      |         |         |         |         |         | CC      |                  |
| Lekkoatletyka                |         |         | 9       | 7       | 6       | 6       | 11      | 39               |
| Badminton                    |         | ●       | 1       | ●       | ●       | ●       | 5       | 6                |
| Koszykówka                   |         | ●       |         | ●       |         | 1       |         | 1                |
| Siatkówka plażowa            |         | ●       | ●       | ●       | 2       |         |         | 2                |
| Kolarstwo                    |         | 4       | 1       | 4       | 2       | 2       |         | 13               |
| Piłka nożna                  |         | ●       | ●       | ●       | ●       | 2       |         | 2                |
| Golf                         |         |         | ●       | ●       | ●       | 4       |         | 4                |
| Gimnastyka                   |         | 2       |         | 12      |         | 10      |         | 24               |
| Windsurfing                  |         | ●       | ●       | 2       |         |         |         | 2                |
| Żeglarstwo                   |         | ●       | ●       | ●       |         | ●       | 3       | 3                |
| Strzelectwo                  |         | 6       | 5       | 4       | 5       | 3       | 1       | 30               |
| Squash                       |         | ●       | 2       | 3       | ●       | ●       | 1       | 6                |
| Pływanie                     |         |         | 11      | 11      | 10      | 11      |         | 43               |
| Tenis                        |         | ●       | 2       | ●       | ●       | ●       | 5       | 7                |
| Triathlon                    |         | 4       |         |         |         |         |         | 4                |
| Siatkówka                    |         | ●       | ●       | ●       | ●       | ●       | 2       | 2                |
| Łączna ilośćkompletów medali |         | 16      | 31      | 43      | 25      | 39      | 28      | 188              |
| Lipiec 2013                  | 13 Sob. | 14 Nie. | 15 Pon. | 16 Wto. | 17 Śro. | 18 Czw. | 19 Pia. | Przyznane medale |

### Kraje uczestniczące
W Island Games 2013 uczestniczyły 22 terytoria wchodzące w skład International Island Games Association, tj. 24 terytoria wyspiarskie oraz Gibraltar. Z uczestnictwa zrezygnowały Sark i Rodos.
W nawiasach podano liczbę zawodników z poszczególnych reprezentacji. Pogrubiony został gospodarz Island Games 2013.
Europa:
- Alderney (34)
- Frøya (18)
- Gibraltar (140)
- Gotlandia (132)
- Guernsey (210)
- Hebrydy Zewnętrzne (66)
- Hitra (46)
- Jersey (199)
- Minorka (125)
- Orkady (40)
- Sarema (110)
- Szetlandy (82)
- Wight (252)
- Wyspa Man (189)
- Wyspy Alandzkie (120)
- Wyspy Owcze (100)
- Anglesey (65)

Afryka:
- Wyspa Świętej Heleny, Wyspa Wniebowstąpienia i Tristan da Cunha (8)

Ameryka Południowa:
- Falklandy (43)

Ameryka Północna:
- Bermudy (102)
- Grenlandia (74)
- Kajmany (70)

### Klasyfikacja medalowa
Najwięcej medali zdobyła reprezentacja wyspy Man. Gospodarze Bermudy uplasowali się na drugiej pozycji, podium uzupełnili przedstawiciele Jersey. 
| M.    | Wyspa                                                           | Złote | Srebrne | Brązowe | Łącznie |
| ----- | --------------------------------------------------------------- | ----- | ------- | ------- | ------- |
| 1     | Wyspa Man                                                       | 36    | 36      | 25      | 97      |
| 2     | Bermudy                                                         | 27    | 19      | 31      | 77      |
| 3     | Jersey                                                          | 23    | 29      | 28      | 80      |
| 4     | Kajmany                                                         | 20    | 18      | 8       | 46      |
| 5     | Guernsey                                                        | 19    | 18      | 24      | 61      |
| 6     | Gotlandia                                                       | 18    | 6       | 8       | 32      |
| 7     | Wyspy Owcze                                                     | 10    | 12      | 14      | 36      |
| 8     | Sarema                                                          | 8     | 5       | 2       | 15      |
| 9     | Szetlandy                                                       | 5     | 8       | 3       | 16      |
| 10    | Minorka                                                         | 5     | 3       | 7       | 15      |
| 11    | Hebrydy Zewnętrzne                                              | 4     | 2       | 4       | 10      |
| 12    | Gibraltar                                                       | 3     | 5       | 8       | 16      |
| 13    | Anglesey                                                        | 3     | 3       | 5       | 11      |
| 14    | Orkady                                                          | 1     | 4       | 1       | 6       |
| 15    | Wyspy Alandzkie                                                 | 1     | 3       | 9       | 13      |
| 16    | Grecja                                                          | 1     | 2       | 1       | 4       |
| 17    | Wyspa Świętej Heleny, Wyspa Wniebowstąpienia i Tristan da Cunha | 1     | 2       | 0       | 3       |
| 18    | Wight                                                           | 0     | 3       | 0       | 3       |
| 19    | Hitra                                                           | 0     | 0       | 1       | 1       |
| Razem | Razem                                                           | 185   | 178     | 179     | 542     |